# Falsoibidion fasciatum
Falsoibidion fasciatum là một loài bọ cánh cứng trong họ Cerambycidae.